# Maison d'Otreppe
Pour les articles homonymes, voir Otreppe.

Armes de la Maison d'Otreppe

La maison d'Otreppe est une ancienne lignée féodale de ministériaux et de chevaliers du comté de Namur.
Cette famille portant le nom de la terre d'Otreppe (aujourd'hui à Bierwart, commune de Fernelmont), en a eu la seigneurie dès le XIIe siècle.

## Histoire
Les sources disponibles ne permettent pas de relier formellement cette lignée féodale aux actuelles familles d'Otreppe de Bouvette et Dotreppe, bien que la question subsiste. Elle pourrait s'être éteinte dans les mâles à la fin du Moyen Âge. Cette famille d'Otreppe a tout au moins transmis ses biens en ligne féminine à trois autres familles :
- le lignage de Grimont qui en descend par Henri d'Otreppe fils de Daniel d’Otreppe[3] ;

- les descendants de Jean Charlet, de Pontillas, qui fut anobli comme descendant de Marie d’Otreppe[4] ;

- le lignage de Courtil en descend aussi, par Colart, fils de Jehan d’Otreppe[5].

Dans son "Histoire de Bierwart-Otreppe", C. Maillen en parle comme suit : « Parmi les familles de chevaliers qui vécurent à Otreppe, l’une d’elles se distingua par l’ancienneté de son origine, par la durée de sa perpétuation, par le nombre de lignages qui en issirent, par l’éminence, la variété, la constance des services rendus au comte : ce fut la famille d’Otreppe. »

## Armoiries
Cette famille d'Otreppe portait : D'argent à trois lions de sable, armés, lampassés et couronnés d'or.
Ces armes sont aujourd'hui celles (officiellement depuis 1738) de la famille d'Otreppe de Bouvette.